# ダンテ・アマラウ
ダンチ・ギマランイス・サントス・ド・アマラウ（Dante Guimarães Santos do Amaral, 1980年9月30日 - ）は、ブラジル・イツンビアラ出身の元男子バレーボール選手。元ブラジル代表。

## 経歴
1999年、トレス・コラソンエスへ入団し、同年19歳でナショナルチーム代表に選出された。スーパーリーガでプレーする傍ら、南米選手権、ワールドリーグで経験を積み、2002年のミナス・ベロオリゾンテのリーグ優勝を経て、イタリア・セリエAのモデナへ移籍した。2005年からはギリシャA1リーグのパナシナイコスでプレーし、翌年リーグ優勝に貢献。2008年にロシアスーパーリーグのディナモ・モスクワへ移籍し、準優勝を飾った2010年欧州チャンピオンズリーグでベストスパイカー賞を受賞した。
2000年代のブラジル高速バレーにおいてジバの対角を務めるレフトプレーヤーとして活躍し、ブラジル代表として通算144試合に出場。2004年アテネオリンピックで金メダルを獲得するとともに、ベストスパイカー賞を受賞、2008年北京オリンピックでは銀メダル獲得に貢献した。
2006年世界選手権では61.22%の高いアタック決定率を出し、ベストスパイカー賞を受賞。翌2007年ワールドカップにおいてもベストスパイカー賞を受賞した。ワールドリーグでは、2008年にベストスパイカー賞、2005年にベストブロッカー賞、2004年にベストレシーバー賞を受賞した。
2012年8月のロンドンオリンピックでは、2大会連続となる銀メダルを獲得した。
2013年10月に日本のVプレミアリーグのパナソニックパンサーズに入団。登録名は「ダンチ・ギマラエス・サントス・ド・アマラウ」となった。

## 球歴
- オリンピック - 2004年（金メダル）、2008年（銀メダル）、2012年（銀メダル）
- 世界選手権 - 2002年、2006年、2010年（金メダル）
- ワールドカップ - 2003年、2007年（金メダル）
- ワールドグランドチャンピオンズカップ - 2005年（優勝）
- ワールドリーグ - 2001年、2003年、2004年、2005年、2006年、2007年（優勝）
- 南米選手権 - 1999年、2001年、2003年、2005年（優勝）

## 所属クラブ
- トレス・コラソンエス（1999-2000年）
- スザーノ・サンパウロ（2000-2001年）
- ミナス・テニス・クルーベ（2001-2002年）
- パッラヴォーロ・モデナ（2002-2005年）
- パナシナイコス（2005-2008年）
- ディナモ・モスクワ（2008-2009年）
- サンベルナルド（2009-2010年）[1]
- ディナモ・モスクワ（2010-2011年）[1]
- RJX（2011-2013年）[1]
- パナソニックパンサーズ（2013-2014年）[1]
- ファンヴィック・タウバテ（2014-2015年）
- São José（2015年）
- パナソニックパンサーズ（2015-2016年）
- PAOKテッサロニキ（2016-2017年）
- ファンヴィック・タウバテ（2017-2018年）